# Pasatiempo, California
Pasatiempo, California (енгл. Pasatiempo) насељено је место без административног статуса у америчкој савезној држави Калифорнија.

## Демографија
По попису из 2010. године број становника је 1.041.
| Група             | 2000.    | 2010.       |
| Белци             | 0 (0,0%) | 883 (84,8%) |
| Афроамериканци    | 0 (0,0%) | 5 (0,5%)    |
| Азијати           | 0 (0,0%) | 34 (3,3%)   |
| Хиспаноамериканци | 0 (0,0%) | 85 (8,2%)   |
| Укупно            | 0        | 1.041       |